# ARCHLine
Az ARCHLine.XP  magyar fejlesztésű építészeti CAD szoftver, mely Windows operációs rendszer alatt fut. Fejlesztője a CadLine Kft.  
Az ARCHLine.XP lehetővé teszi, hogy a tervezés az alaprajzon, 3D nézeteken és metszeteken egy időben történjen. A projekt minden része automatikusan frissül. CAD kompatibilitás: 2D/3D szinten együttműködik az Autodesk tervezőszoftverekkel.

## Változások az utolsó verziókban
- ARCHLine.XP 2007
  - Tökéletesített AutoCAD Kompatibilitás
  - Új színtábla kezelő
  - Külső referenciák
  - Új Terep, és Tömegmodell tervezés
  - Intelligens Építészeti Háló
  - Dinamikus 3D Metszősík
  - Építés szimuláció
  - Raszterkép
  - Megújult Felhasználói Felület
  - Új legördülő készlet menü
- ARCHLine.XP 2008
  - Megújult grafikus felület
  - Testreszabható grafikus felület
  - Beágyazott dokumentumok - OLE
  - Beágyazás
  - Bekötés
  - Fájl kompatibilitás: Sketchup, ArtLantis
  - Megújult metszetkészítés
  - Parkoló tervezés
  - Új szemléletű stilizált látványtervezés - Sketch
  - Nyílászárók - Takaróborítás
  - Tovább fejlesztett tetőszerkezet
  - Részletrajzkészítés
  - Megjegyzésfelhő
  - Helyiségpecsét
  - Fal X kapcsolat - automatikus falkapcsola
  - Fal középvonala
  - Kitöltött falsraffozás
  - Építészeti elemek prioritása
  - Nyílászárók
- ARCHLine.XP 2009
  - Közvetlen kapcsolat az Éptárral
  - DirectX 3D-ben
  - DirectX 2D-ben
  - Markerek
  - Google 3D Warehouse támogatás
  - Fóliacsoportok
  - Rácsos tartó
  - Függönyfalba épített nyílászárók
  - Vonal jellegű elemek térbeli kiterjesztése
  - DWG import kiterjesztése
  - Objektumközpont
  - Rajzmentések visszakeresése
  - Gyors előnézet
  - Épülettömeg határolás
  - Benapozás, árnyékelemzés
  - Vonalvég szimbólumok
  - Csoport helyettesítése
  - Továbbfejlesztett tervlap
  - Falikép
  - Fal referencia cseréje
  - Homlokzati Árnyék

## Verziótörténet
- 1999 - ARCHLine 4.0
- 2000 - ARCHLine 4.1
- 2002 - ARCHLine 4.5
- 2004 - ARCHLine.XP
- 2005 - ARCHLine.XP 2005
- 2006 - ARCHLine.XP 2006
- 2007 - ARCHLine.XP 2007
- 2008 - ARCHLine.XP 2008
- 2009 - ARCHLine.XP 2009

## Külső hivatkozások
- A Cadline Kft. hivatalos weboldala Archiválva 2014. április 2-i dátummal a Wayback Machine-ben
- Az ARCHLine CAD szoftver hivatalos weboldala
- Az ARCHLine CAD szoftver hivatalos weboldala (angolul)